# Nora Gomringer
Nora Gomringer, née le 26 janvier 1980 à Neunkirchen (Sarre), est une poétesse germano-suisse, lauréate du prix Ingeborg-Bachmann en 2015. Elle a également écrit le livret d'un opéra, Drei fliegende Minuten.

## Biographie
Nora-Eugenie Gomringer est la fille de Notrud Gomringer, une germaniste allemande, et d'Eugen Gomringer, poète suisse, un des fondateurs de la poésie concrète. Elle grandit à Wurlitz, un quartier de Rehau, en Bavière. En 1996, elle s'installe à Bamberg et suit des études en littérature allemande et anglaise ainsi qu'en histoire de l'art à l'université Otto-Friedrich de Bamberg, qu'elle complète à l'Institut Leo Baeck (en) à New York en 2001 et 2004 et à l'Academy of Motion Picture Arts and Sciences à Los Angeles en 2000.
Depuis 2010, elle dirige à Bamberg la Villa Concordia (de), une résidence internationale d'artistes.
Elle publie son premier recueil de poèmes en 2000, Gedichte, en auto-édition. Deux ans plus tard, son second recueil Silbentrennung paraît à Düsseldorf chez l'éditeur Grupello. Depuis 2006, elle est éditée chez Voland & Quist (de), éditeur installé à Dresde et Leipzig, où sont parus huit recueils. 
De 2001 à 2006, Nora Gomringer, qui crée avec Stefankai Spörlein et Keith Kennetz la Bamberg Poetry Slam, est très active dans le milieu du slam en Allemagne. Elle y retrouve les racines lyriques orales de la poésie. 
Depuis 2006, elle associe étroitement l'écriture et la publication de ses textes poétiques avec des performances publiques, où elle met en scène ses poèmes. Ses recueils publiés sont le plus souvent accompagnés de CD-audio. Elle retrouve la dimension orale de la poésie, en accompagnant sa récitation par une mimique et une gestuelle expressive. Ses poèmes racontent des mini-histoires souvent ancrées dans la vie quotidienne, créant des atmosphères à la fois comiques et mélancoliques.
Certains de ses recueils, ainsi qu'une sélection de poèmes, sont traduits dans plusieurs langues dont le français (le recueil Klimaforschung a été traduit sous le titre Recherche climatique par le poète et performer suisse Vincent Barras,), l'anglais, le suédois (par Cecilia Hansson), le biélorusse (par Iryna Herasimovich), le russe, l'espagnol (par Pablo Jofré), le catalan, le chinois et l'italien.
En novembre 2013 a lieu à Bâle la première de l'opéra Drei fliegende Minuten,, musique d'Helga Pogatschar (de), sur un livret écrit par Nora Gomringer, dans une mise en scène de Peter Schelling.

## Œuvre
- (de) Gedichte, 2000
- (de) Silbentrennung : Gedichte, Dusseldorf, Gruppelo, 2002, 79 p. (ISBN 3-933749-78-6)

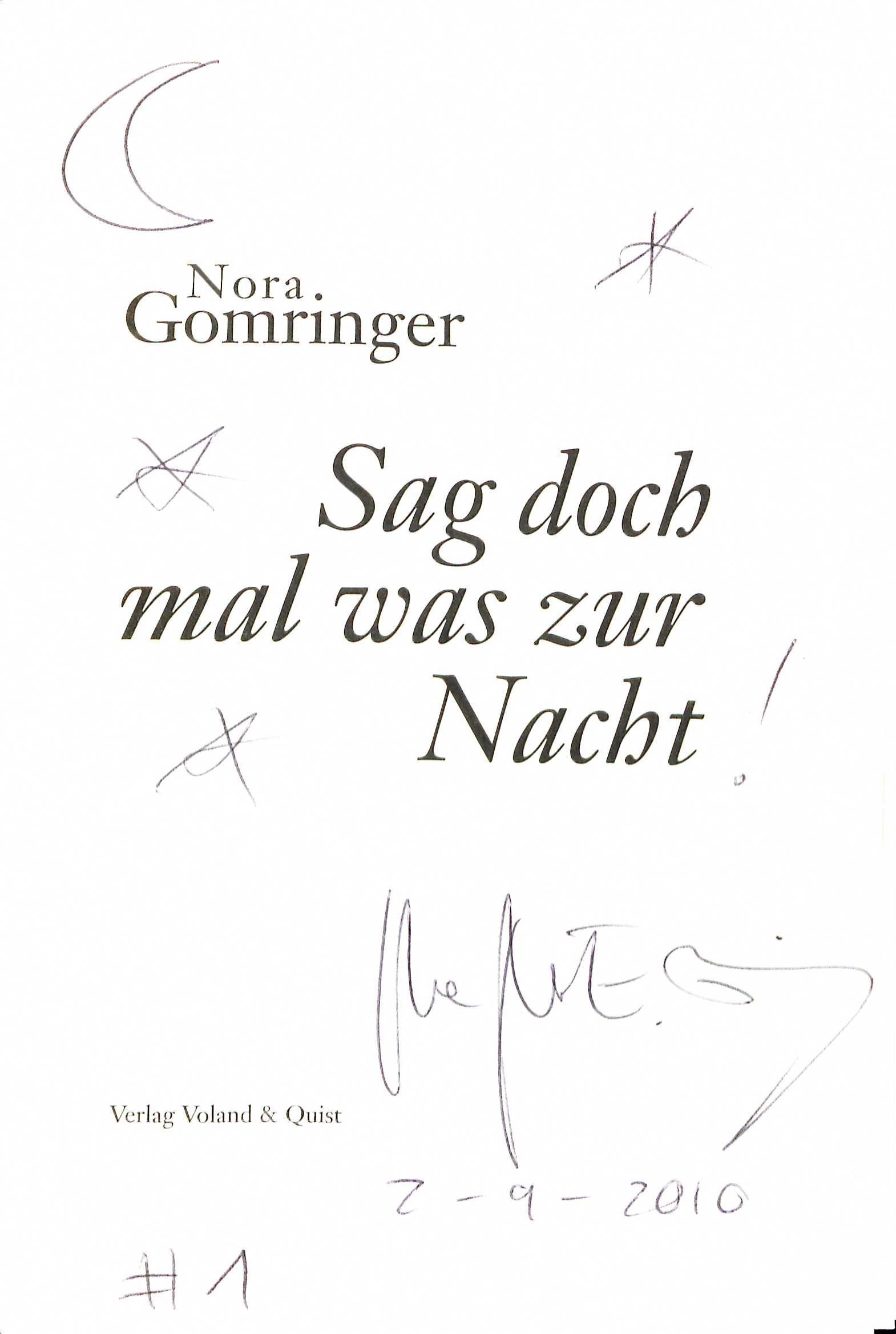
Signature

- (de) Sag doch mal was zur Nacht, Dresde, Voland & Quist, 2006, 78 p. (ISBN 3-938424-13-3) ; avec un CD-audio [8]
- (de) Klimaforschung, Dresde, Voland & Quist, 2008, 91 p. (ISBN 978-3-938424-32-2) ; avec un CD-audio
- (de) Nachrichten aus der Luft, Dresde, Voland & Quist, 2010, 74 p. (ISBN 978-3-938424-53-7, présentation en ligne) ; avec un CD-audio
- (de) Ich werde etwas mit der Sprache machen, Dresde, Voland & Quist, 2011, 122 p. (ISBN 978-3-86391-003-7)
- (de) Mein Gedicht fragt nicht lange, Dresde, Voland & Quist, 2011, 332 p. (ISBN 978-3-86391-004-4) ; avec un CD-audio
- (de) Monster Poems, Dresde, Voland & Quist, 2013 (ISBN 978-3-86391-028-0) ; avec des illustrations de Reimar Limmer et un CD-audio
- (de) Morbus, Dresde, Voland & Quist, 2015, 122 p. (ISBN 978-3-86391-097-6) ; avec des illustrations de Reimar Limmer et un CD-audio
- (de) Ich bin doch nicht hier, um Sie zu amüsieren, Dresde, Voland & Quist, 2015, 168 p. (ISBN 978-3-86391-115-7) [9]
- (de) Gedichte aus/auf Netzhaut – vom Verhandeln des Poetischen im Öffentlichen. Münchner Reden zur Poesie, Munich, Lyrik Kabinett, 2019 (ISBN 978-3-938776-52-0)
- (de) Gottesanbieterin, Dresde, Voland & Quist, 2020 (ISBN 978-3-86391-250-5)

### Œuvre traduite en français
- Recherche climatique, trad. de Vincent Barras, Éditions d'en bas, Lausanne, 2011.

## Récompenses et distinctions
- 2003 : prix de la ville de Hattingen pour la jeune littérature
- 2015 : prix Ingeborg-Bachmann[10]
- 2022 : prix Else-Lasker-Schüler[11]

Une exposition "Gomringer & Gomringer. Gedichte Leben" est consacrée à Eugen et Nora Gomringer par la fondation Strauhof à Zurich du 6 octobre 2016 au 8 janvier 2017 .

### Sources
- (de) Kathrin B. Buchert, « Poesie around Noon. Nora-E. Gomringer über die Poesie, die Sprache und das Leben », Forsch und Lēr – Zeitung des Bamberger Germanistenclubs, vol. 14,‎ 2001, p. 7-10
- (de) Denise Dumschat, « „Ich binz.“ – Zur Problematik der Identität in der Lyrik Nora-Eugenie Gomringers », dans Verbalträume. Beiträge zur deutsch-sprachigen Gegenwartsliteratur, Augsburg, coll. « Germanistik und Gegenwartsliteratur » (no 1), 2005, p. 205-230
- (de) Kathrin Wimmer, « Gefährlich und gefährdet : Das Wort. Nora-Eugenie Gomringer im Gespräch mit Kathrin Wimmer über Heimat, Erinnerung und das Liebesverhältnis zur Sprache », dans Transitträume. Beiträge zur deutsch-sprachigen Gegenwartsliteratur, Augsburg, coll. « Germanistik und Gegenwartsliteratur » (no 4), 2009, p. 407-425
- (de) Anja Ohmer, « Gomringer hoch 2: Konkrete Poesie gibt Laut ! », Forte – Schweizer Literaturzeitschrift, no 167,‎ mai-juin 2011, p. 36-43
- (de) Peter Czoik, « Nora Gomringer », sur Literaturportal Bayern